# Северо-западный марийский язык
Се́веро-за́падный мари́йский язы́к (Северо-западное (ветлужское) наречие марийского языка; сев.-зап. мар. йөтнӫмӓл-кӓсвел маре йӹлмӹ) — язык северо-западных марийцев, письменный язык на основе северо-западного наречия марийского языка. Распространён в Яранском, Тужинском, Кикнурском, Санчурском районах Кировской области, Тоншаевском, Шарангском и Тонкинском районах Нижегородской области, Яранский говор также распространён на севере Килемарского и Медведевского районов Республики Марий Эл. Ни в одном из субъектов Российской Федерации не имеет статуса официального языка. Вместе с горномарийским языком занимает западные регионы распространения марийских языков.
Северо-западный марийский язык обладает некоторыми особенностями как горного, так и лугововосточного марийских языков. Общие признаки с лугововосточным марийским языком: цоканье, лабиальная гармония, совпадение многих морфологических форм значительного количества слов. С горномарийским — наличие фонем ӓ, ӹ, палатальная гармония, некоторые моменты в морфологии, ударение.
Северо-западные марийцы имеют определённые трудности в понимании носителей двух других марийских языков. До последнего времени эти трудности усугублялись ещё и тем, что несмотря на бо́льшую схожесть и генетическое родство северо-западного наречия с горным, носителей северо-западного наречия учили лугововосточному литературному языку.

## Численность носителей
Число носителей — около 7 000 чел. Точную цифру назвать нельзя из-за того, что во время Всероссийских переписей населения северо-западный язык учитывался в составе луговомарийского или просто марийского языка. Приблизительное число говорящих выводится из общего числа северо-западных марийцев 15 000 чел. (по переписи 2010 года) и процента владения марийским языком среди них — 58,5 % в 2002 году.

## История исследования языка
Первые попытки создать литературные тексты для марийцев, населяющих Среднее Поветлужье, предпринимались ещё в XVIII веке. С этой работой связана деятельность Нижегородской духовной семинарии, основанной в 1721 году. По мнению Н. И. Исанбаева 5-язычный словарь Дамаскина, изданный в то время, составлен «в основном на материале горного и северо-западного наречий марийского языка». Тем не менее, какого-то ни было анализа всех наречий и выделения среди них отдельного северо-западного в то время не было.
Известный финно-угровед Михкель Веске был первым, кто сравнил речь марийцев в разных регионах их проживания. Во время своей экспедиции к яранским марийцам в 1888 году, он выделил их язык в отдельный говор в составе горного (западного) наречия в противоположность луговому (восточному).
Первым, кто предложил выделить язык северо-западных марийцев в отдельный диалект, отличный как от языка горных, так и луговых марийцев, был В. А. Мухин. По итогам лингвистической экспедиции 1934 года он допустил возможность считать его отдельным санчурско-яранским (северо-горномарийским) диалектом.
Позиция северо-западного наречия как отдельного, четвёртого наречия марийского языка была окончательно обоснована на материалах Диалектологической экспедиции МарНИИЯЛИ 1958 года Л. П. Грузова и И. С. Галкина.
9 апреля 2019 года была зарегистрирована заявка А. В. Соломина (в сотрудничестве с сотрудником МарНИИЯЛИ А. В. Чемышевым) на присвоение языку кода jmy стандарта ISO 639-3 Международной организации по стандартизации. Однако 23 января 2020 года присвоение кода было признано нецелесообразным.

### Исследователи языка
- Тужаров, Геннадий Матвеевич
- Иванов, Иван Григорьевич
- Утятин, Андрей Алексеевич
- Андрианова, Елена Михайловна

## Письменность

### Северо-западный марийский алфавит
Язык имеет статус письменного с изданием в 1995 году первой экспериментальной книги — «Маре букварь». В ней был использован кириллический алфавит с включением всех букв как лугововосточного марийского, так и горномарийского языков в соответствии с наличием фонем обоих языков. Для двух гласных звуков, отсутствующих в других марийских литературных нормах, были использованы буквы ẙ, ӱ̊. Использование этих букв вызвало определённое неудобство — ни одна из них не была внесена в Юникод: первая (ẙ) используется только в двух памирских языках (рушанском и шугнанском), а вторая (ӱ̊) вообще является уникальной, созданной авторами книги. В настоящее время в русскоязычных изданиях, где имеются фразы на северо-западном марийском языке, а также на рекламных щитах и вывесках в Кировской и Нижегородской областях используется алфавит с дополнительными буквами ө, ӫ. Эти символы внесены в систему Юникод и используются в письменностях нескольких языков Российской Федерации.
| А а | Ӓ ӓ | Б б | В в | Г г | Д д | Е е | Ё ё |
| Ж ж | З з | И и | Й й | К к | Л л | М м | Н н |
| ҥ   | О о | Ӧ ӧ | Ө ө | Ӫ ӫ | П п | Р р | С с |
| Т т | У у | Ӱ ӱ | Ф ф | Х х | Ц ц | Ч ч | Ш ш |
| Щ щ | ъ   | Ы ы | Ӹ ӹ | ь   | Э э | Ю ю | Я я |

С 2022 года в Яранске издаётся ежемесячная информационная газета «Иркӓс» (Утром и вечером) с материалами на русском и северо-западном марийском языках.

## Лингвистическая характеристика

### Фонетика и фонология
Северо-западный язык отличается самым большим числом гласных в марийском языке, их в нём 12: переднего ряда — и, э, ӧ, ӓ, ӱ, ӫ, ӹ, заднего ряда — а, о, у, ө, ы. Консонантизм представлен билабиальными согласными — п, в, м, переднеязычными — л, р, д, з, т, ц, н, с, ш, ж, среднеязычными — нь, ль, й, ть, заднеязычными — к, ҥ, г. В русских заимствованиях позднего времени встречаются — ф, х, б, ч.
В говорах северо-западного марийского языка наблюдается как палатально-велярная, так и лабиальная гармония гласных. Словесное ударение приходится в основном на предпоследний слог, как и в горномарийском языке.

### Морфология

#### Местоимение
- личные, например, мӹнь «я», тӹнь «ты», тӱдӧ «он», ме «мы», те «вы», нӱнӧ «они»;
- указательные, например, тедӹ «этот», сӓдӹ «тот», тенӓрӹ «столько»;
- вопросительные, например, кӱ «кто», ма «что»;
- определительные, например весӹ «другой», кӓжнӹ «каждый», цӹлӓ «все», шке «сам, свой».

#### Имя существительное
Имя существительное в северо-западном марийском языке, как и в литературном марийском языке, характеризуется следующими признаками: имеет формы числа, изменяется по падежам, может оформляться притяжательными суффиксами, определяться именами прилагательными, причастиями, указательными и определительными местоимениями, а также именами числительными, в определённых условиях выступает в сочетании с послелогами, может выполнять функцию любого члена предложения.

#### Имя прилагательное
По своему значению и грамматическим признакам имена прилагательные делятся на качественные и относительные. Притяжательные прилагательные отсутствуют. Для выражения принадлежности предмета, факта, явления лицу или другому неодушевлённому предмету употребляются имена существительные либо в форме номинатива, либо в форме генитива. Например: шкал шур «коровий рог»; пи пац «собачий хвост», ӓтӓмӹн пӧртшӧ «отчий дом».

#### Числительное
|     | Количественные краткие | Количественные полные | Порядковые                     |
| --- | ---------------------- | --------------------- | ------------------------------ |
| 1   | ик                     | иктӹ, иктӹт           | пре, первей                    |
| 2   | кок                    | коктыт                | вес, весӹ, торой               |
| 3   | көм                    | көмөт                 | көмшо                          |
| 4   | нӹл                    | нӹлӹт                 | нӹлӹмшӹ                        |
| 5   | вӹц                    | вӹзӹт                 | вӹзӹмшӹ                        |
| 6   | кут                    | кудыт                 | кудымшо                        |
| 7   | шӹм                    | шӹмӹт                 | шӹмшӹ                          |
| 8   | кӓнтӓҥӹш               | кӓнтӓҥӹшӹ             | кӓнтӓҥӹмшӹ, кӓнтӓҥӹшӹмшӹ       |
| 9   | интиҥӹш                | интиҥӹшӹ              | интиҥӹмшӹ, интиҥӹшӹмшӹ         |
| 10  | лу                     | —                     | лумшо                          |
| 11  | латик                  | латиктӹ, латиктӹт     | ?                              |
| 12  | латкок                 | латкоктыт             | латкоктымшо, латкоктытымшо     |
| 13  | латкөм                 | латкөмөт              | латкөмшо                       |
| 14  | латнӹл                 | латнӹлӹт              | латнӹлӹмшӹ                     |
| 15  | латвӹц                 | латвӹзӹт, луцко       | латвӹзӹмшӹ                     |
| 16  | латкут                 | латкудыт              | латкудымшо                     |
| 17  | латшӹм                 | латшӹмӹт              | латшӹмшӹ                       |
| 18  | латкӓнтӓҥӹш            | латкӓнтӓҥӹшӹ          | латкӓнтӓҥӹмшӹ, латкӓнтӓҥӹшӹмшӹ |
| 19  | латинтиҥӹш             | латинтиҥӹшӹ           | латинтиҥӹмшӹ, латинтиҥӹшӹмшӹ   |
| 20  | коло                   | ?                     | ?                              |
| 21  | коло ик                | коло иктӹт            | ?                              |
| 30  | көмло                  | ?                     | ?                              |
| 40  | нӹлдӹ                  | ?                     | ?                              |
| 50  | вӹтльӹ                 | ?                     | ?                              |
| 60  | кутло                  | ?                     | ?                              |
| 70  | шӹмлу                  | ?                     | ?                              |
| 80  | кӓнтӓҥӹшлу             | ?                     | ?                              |
| 90  | интиҥӹшлу              | ?                     | ?                              |
| 100 | шӱдӧ                   | ?                     | ?                              |

#### Падежи
В северо-западном марийском языке 11 падежей. Это самое большое количество среди всех четырёх марийских языков (в луговом и восточном 9, в горном 10). В языке имеются причинный падеж (каузатив), отсутствующий в других марийских языках, который образуется при помощи суффиксов -ланен, -лӓнен, например: оксаланен — «ради денег»; кинтӹлӓнен — «ради хлеба», и лишительный падеж -де, -те, например: имниде — «без лошади».
- Именительный (номинатив)
- Родительный (генитив) -н (-ын)
- Дательный (датив)  -лан (-лӓн)
- Винительный (аккузатив) -м (-ым)
- Лишительный (абессив) -те (-де)
- Причинный (каузатив) -ланен (-лӓнен)
- Сравнительный (компаратив) -ла (-ла)
- Совместный (комитатив) -ке (-ге)
- Местный (инессив) -шты (-штӹ), -штӧ (-што)
- Направительный (иллатив) -ш, -шкы (-шкӹ), -шкӧ (-шко)
- Обстоятельственный (локатив) -ш (-еш)

### Лексика
Лексика северо-западного марийского языка включает слова общефинно-угорского (уральского) происхождения, обозначающие понятия, связанные с обыденной физической, физиологической и психической деятельностью человека, с добыванием средств к существованию (ӹлӓш «жить», ял «нога»).
Лексика включает в себя ряд слов, отсутствующих в других марийских наречиях. По подсчёту, произведённому И. Егоровым, в Тоншаевском говоре северо-западного наречия имеется 29,2 % слов, общих с горным наречием, 21,3 % — с лугововосточным и 27,7 % слов, употребляемых только в этом говоре, например цици (луговомар. шыл, йӧр, горномар. пай) «мясо», нӧргӓ (луговомар. ӱмбал, горномар. патыл) «сливки», карак (луговомар. канде, горномар. симсӹ) «синий» и др.

#### Цвета
| Русский    | Горномарийский | Северо-западный марийский | Лугововосточный марийский | Пример |
| ---------- | -------------- | ------------------------- | ------------------------- | ------ |
| Красный    | Якшар          | Якшар                     | Йошкар                    |        |
| Жёлтый     | Сары           | Пӓтьӓ                     | Саре                      |        |
| Зелёный    | Ыжар           | Өжар                      | Ужар                      |        |
| Синий      | Симсӹ          | Карак                     | Канде                     |        |
| Белый      | Ошы            | Ошо                       | Ошо                       |        |
| Серый      | Луды           | Лудо                      | Лудо                      |        |
| Чёрный     | Шим            | Шим                       | Шем                       |        |
| Коричневый | Кӹран          | Кӫрен                     | Кӱрен                     |        |

## Диалекты
- Яранский говор — самый крупный по территории распространения и числу носителей, основа письменного языка
  - Кикнурский подговор
  - Тужинский подговор
  - Санчурский подговор
- Шарангский говор — наиболее близок к горномарийскому языку[13]
- Тоншаевский говор
- Липшинский говор